# Luhanka
Luhanka (szw. Luhango) – gmina w Finlandii, położona w centralnej części kraju, należąca do regionu Finlandia Środkowa.